# Vlad (film)
Vlad este un film de groază american din 2003 regizat de Michael D. Sellers și cu Francesco Quinn și Billy Zane în rolurile principale. Se bazează pe viața lui Vlad Țepeș, domnitorul Țării Românești. Filmul a primit recenzii în general negative.

## Distribuție
- Francesco Quinn - Vlad Țepeș
- Billy Zane - Adrian
- Brad Dourif - Rădescu
- Paul Popowich - Jeff Meyer / Soț
- Kam Heskin - Alexa Meyer
- Nicholas Irons - Justin / Cavaler
- Monica Davidescu	- Linsey
- Emil Hoștină	- Mircea
- Iva Hasperger	- Ilona
- Mircea Stoian - Claudiu
- Andreea Măcelaru - Ștefana (ca Andrea Macelaru)
- Alin Panc	- Petre
- Alexandra Velniciuc - Andrea
- Zoltan Butuc	- Bunic
- Guy Siner	- Ilie
- John Rhys-Davies - Narator (voce)
- Anca Androne - Văduvă
- Adrian Pintea	- Iancu de Hunedoara (ca Adrian Pinta)
- Claudiu Bleonț - Vlad al II-lea Dracul
- Ioan Ionescu - Mircea Dracul
- Cătălin Rotaru - tânărul Vlad (Cătălin Notaru)
- Cristian Popa	- Radu cel Frumos
- Diana Vladu - Mireasă
- Vasile Albineț - soldat român (nemenționat)
- Alex Revan - Ucigaș (nemenționat)